# روبرت تايلور (رسام)
روبرت تايلور (بالإنجليزية: Robert Taylor)‏ هو رسام أمريكي، ولد في 1951 في تلسا في الولايات المتحدة.